# Q开关
Q开关（英文：Q-switching），也称巨脉冲发生器，是一种产生脉冲激光的技术。与同样用来产生脉冲的锁模方式相比，Q开关方式的重复率，脉冲能量，脉冲持续时间更长。 有时，这两种技术也会同时使用。

## 历史
Q开关由Gordon Gould于1958年发明，随后R.W. Hellwarth and F.J 在1961至1962年也独立发明了应用于红宝石激光器的电驱动Q开关。

## 原理

### 主动式Q开关
主动式Q—switch是一种外部可控的衰减器。这种衰减器可以是遮光器，截光轮，放置在激光腔内的旋转的镜子/棱镜 或者（更常见的）声光调节器、磁光效应器件、光电效应器件（a Pockels cell or Kerr cell）等机械设备。电信号等外部影响会触发光腔内损耗的减少， 因此脉冲重复率可外部控制。